# كيري كوهن
كيري كوهن (بالإنجليزية: Kerry Cohen)‏ (15 سبتمبر 1970)؛ روائية أمريكية. درست في جامعة أوريغون.